# Valentina Bottarelli
Valentina Bottarelli (12 novembre 1948) è un'ex maratoneta e fondista di corsa in montagna italiana.

## Biografia
Ha partecipato ai Mondiali di corsa in montagna del 1985, del 1986 e del 1988; a livello individuale ha vinto una medaglia d'argento nel 1986, a cui aggiunge anche un oro (nel 1985) e due argenti a squadre. Nel 1986 è anche stata campionessa italiana di corsa in montagna. È zia di Sara Bottarelli, che ha a sua volta partecipato a più edizioni dei Mondiali e degli Europei di corsa in montagna.
Oltre alla corsa in montagna gareggiava anche su pista e strada; in particolare, ottenne i risultati più rilevanti in carriera nella maratona, sia a livello cronometrico, con un miglior tempo in carriera di 2h35'57" stabilito nella Maratona di Londra del 1987, nella quale peraltro si piazzò in decima posizione, che a livello di piazzamenti: si tratta infatti dell'unica distanza olimpica in cui ha conquistato medaglie ai campionati italiani assoluti (un bronzo nel 1988, a cui aggiunge anche un quarto posto nel 1986), sia dell'unica distanza su cui ha ottenuto risultati di rilievo internazionale, tra i quali la vittoria della Maratona di Firenze nel 1990, un quarto posto nella Milano Marathon, un quinto posto nella Maratona di Venezia, un settimo posto nella Maratona di Stoccolma ed il già citato piazzamento a Londra, oltre a vari podi e vittorie in altre maratone di livello nazionale (tra cui ad esempio Bologna, Cesano Boscone, Livorno). Un'altra specialità in cui gareggiava frequentemente era la corsa campestre: il risultato di maggior rilievo in tale disciplina è costituito dal terzo posto nel cross internazionale del Campaccio nel 1983, mentre a livello di campionati italiani l'unico piazzamento nelle prime dieci posizioni è il nono posto del 1987.

## Palmarès
| Anno | Manifestazione                | Sede                   | Evento         | Risultato | Prestazione | Note |
| ---- | ----------------------------- | ---------------------- | -------------- | --------- | ----------- | ---- |
| 1985 | Mondiali di corsa in montagna | San Vigilio di Marebbe | Donne seniores | 4ª        | 27'50"      |      |
| 1985 | Mondiali di corsa in montagna | San Vigilio di Marebbe | A squadre      | Oro       | 9 p.        |      |
| 1986 | Mondiali di corsa in montagna | Morbegno               | Donne seniores | Argento   | 34'59"      |      |
| 1986 | Mondiali di corsa in montagna | Morbegno               | A squadre      | Argento   | 17 p.       |      |
| 1988 | Mondiali di corsa in montagna | Keswick                | Donne seniores | 16ª       |             |      |
| 1988 | Mondiali di corsa in montagna | Keswick                | A squadre      | Argento   | 19 p.       |      |

## Campionati nazionali
1983
- 16ª ai campionati italiani di corsa campestre

1984
- 11ª ai campionati italiani di maratona - 2h52'38"

1986
- 4ª ai campionati italiani di maratona - 2h51'08"
- 6ª ai campionati italiani di maratonina - 1h18'39"
- 7ª ai campionati italiani assoluti, 10000 m piani - 35'50"25
- Oro ai campionati italiani di corsa in montagna

1987
- 7ª ai campionati italiani di maratonina - 1h19'49"
- 9ª ai campionati italiani di corsa campestre - 14'37"5

1988
- Bronzo ai campionati italiani di maratona - 2h46'42"
- 16ª ai campionati italiani di maratonina - 1h20'01"

1989
- 19ª ai campionati italiani di maratonina - 1h25'01"
- 21ª ai campionati italiani di corsa campestre

2006
- 4ª ai campionati italiani master, 10 km su strada, categoria SF55 - 48'41"[1]

## Altre competizioni internazionali
1983
- 7ª alla Stramilano ( Milano) - 1h23'47"
- Bronzo al Campaccio ( San Giorgio su Legnano) - 14'12"
- 15ª alla Cinque Mulini ( San Vittore Olona)

1984
- 13ª al Campaccio ( San Giorgio su Legnano)

1985
- 4ª alla Milano Marathon ( Milano) - 2h41'41"

1986
- 7ª al Campaccio ( San Giorgio su Legnano) - 15'47"

1987
- 10ª alla Maratona di Londra ( Londra) - 2h35'57"
- 5ª alla Maratona di Venezia ( Venezia) - 2h39'37"

1988
- 10ª al Cross della Vallagarina ( Villa Lagarina) - 16'29"3

1989
- 7ª alla Maratona di Stoccolma ( Stoccolma) - 2h46'22"
- 38ª nella gara di 15 km della Coppa dei Campioni per club di atletica leggera ( Cassino) - 58'47"

1990
- Oro alla Maratona di Firenze ( Firenze) - 2h44'23"
- 11ª nella gara di 15 km della Coppa dei Campioni per club di atletica leggera ( Napoli) - 57'08"

1991
- 5ª alla Maratona di Firenze ( Firenze) - 2h47'01"